# أغشت (إيطاليا)
أغشت أو أُستة (بالإيطالية: Aosta أوستا)‏،(بالفرنسية: Aoste)‏، مدينة في أقصى شمال غرب إيطاليا وعاصمة إقليم وادي أغشت في الألب الإيطالي، عدد سكانها 34.672 نسمة. تبعد 110 كم شمال غرب مدينة تورينو.
و تقع بالقرب من المدخل الإيطالي لنفق مونتي بيانكو، عند التقاء نهري بوتير ودورا بالتيا.
ذكرها الادريسي: «فأما مدينة أغشت فهي مدينة في سفح الجبل المسمى منت جون وهي مطلة على أرضها بهجة بقعها كثيرة مرافقها ونفعها وبها مياه ناشغة وعمارات متسعة ومنها إلى جنبرة خمسة وأربعون ميلا»

## السكان
تطور النمو السكاني لـ أغشت

## التاريخ

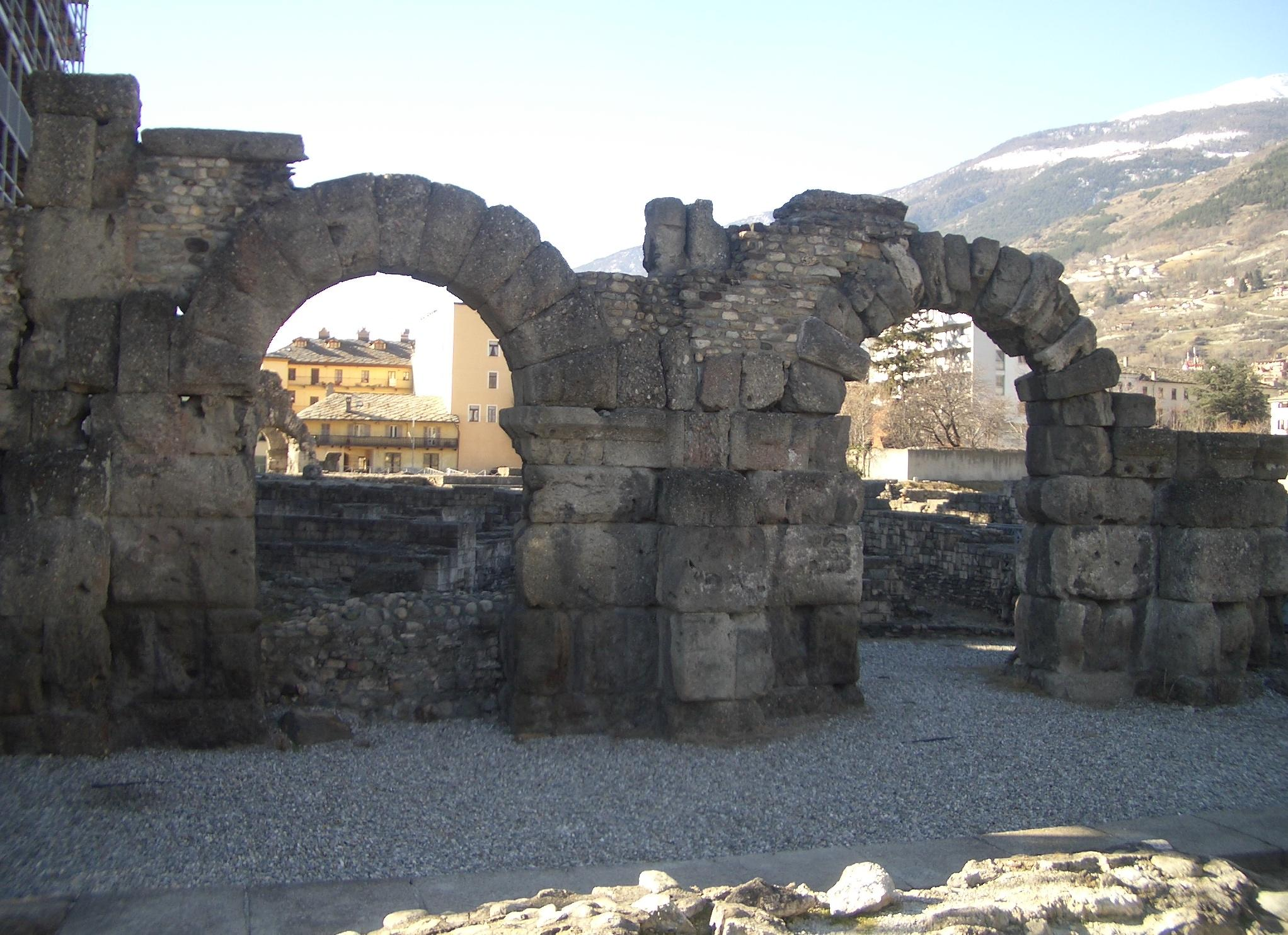
أقواس المسرح الروماني.

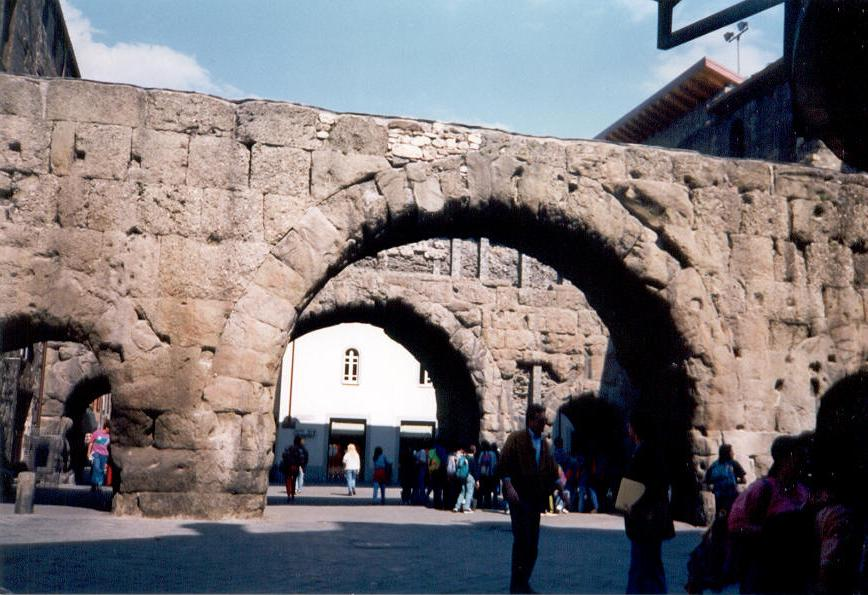
بوابة بريتوريا.

استوطن البشر أغشت خلال عصور ما قبل التاريخ وغدت فيما بعد مركزاً لقبيلة سالاسي الكلتية. قام الرومان بقتل الكثير منهم أو باعوهم عبيداً عام 25 ق. م. قاد الحملة أولوس تيرينتيوس فارو مورينيه الذي أسس حينها مستعمرة «أوغوستا بريتوريا سالاسورم» (باللاتينية: Augusta Praetoria Salassorum) الرومانية، واحتصنت 3,000 من المحاربين القدامى المتقاعدين. أضحت أغشت بعد عام 11 ق. م عاصمة مقاطعة الألب البوينينه (Alpes Poeninae) التابعة للإمبراطورية الرومانية. إن موقعها عند نهاية ممري سان بيرنارد الكبير وسان بيرنارد الصغير وعند نقطة التقاء نهرين جعلها ذات أهمية عسكرية بالغة وتماثل تصميمها مع تصميم المعسكرات العسكرية الرومانية.
توالت الغزوات التي شنها البرغنديون والقوط الشرقيون البيزنطيون على المدينة بعد سقوط الإمبراطورية الرومانية الغربية. طردت إمبراطورية الفرنجة خلال عهد بيبان القصير اللومبارديين الذين كانوا قد ضموا أغشت إلى مملكتهم الإيطالية. وازدات أهمية أغشت خلال عهد ابنه شارلمان كمحطة في المسار المؤدي من آخن إلى إيطاليا على طريق فيا فرانشيجنا وهو طريق الحج القديم الواصل ما بين فرنسا وروما. أصبحت بعد عام 888م جزءاً من مملكة إيطاليا خلال عهد أردوين من إفريا وبرنغار من فريولي.
أصبحت أغشت خلال القرن العاشر جزءاً من مملكة بورغندي. وأصبحت المدينة جزءاً من الأراضي التابعة للكونت همبرت الأول من سافوي بعد سقوط مملكة بورغندي عام 1032.
حصل أهل المدينة على امتياز عقد جمعية هيئة الطبقات عام 1189. ورُشِح مجلس تنفيذي من هذه الهيئة عام 1536، واستمر وجود هذا المجلس حتى عام 1802. وأعيد تأسيسه بعد استرجاع مؤتمر فيينا لحكم سافوي واعترف كارلو ألبيرتو ملك ساردينيا به رسمياً في مولد حفيده الأمير أماديو والذي حمل لقب «دوق أغشت».

## المناخ
لأغشت مناخ رطب قاري انتقالي صيفي بارد تبعاً لتصنيف كوبن للمناخ، ويقترب من المناخ المحيطي الصيفي البارد الرطب تبعاً لتصنيف كوبن.
| البيانات المناخية لـAosta                          | البيانات المناخية لـAosta | البيانات المناخية لـAosta | البيانات المناخية لـAosta | البيانات المناخية لـAosta | البيانات المناخية لـAosta | البيانات المناخية لـAosta | البيانات المناخية لـAosta | البيانات المناخية لـAosta | البيانات المناخية لـAosta | البيانات المناخية لـAosta | البيانات المناخية لـAosta | البيانات المناخية لـAosta | البيانات المناخية لـAosta |
| الشهر                                              | يناير                     | فبراير                    | مارس                      | أبريل                     | مايو                      | يونيو                     | يوليو                     | أغسطس                     | سبتمبر                    | أكتوبر                    | نوفمبر                    | ديسمبر                    | المعدل السنوي             |
| -------------------------------------------------- | ------------------------- | ------------------------- | ------------------------- | ------------------------- | ------------------------- | ------------------------- | ------------------------- | ------------------------- | ------------------------- | ------------------------- | ------------------------- | ------------------------- | ------------------------- |
| متوسط درجة الحرارة الكبرى °م (°ف)                  | 3.9 (39.0)                | 5.9 (42.6)                | 10.4 (50.7)               | 14.5 (58.1)               | 19.0 (66.2)               | 22.7 (72.9)               | 25.1 (77.2)               | 24.1 (75.4)               | 20.8 (69.4)               | 15.1 (59.2)               | 8.7 (47.7)                | 4.8 (40.6)                | 14.6 (58.3)               |
| المتوسط اليومي °م (°ف)                             | −0.1 (31.8)               | 1.7 (35.1)                | 5.4 (41.7)                | 9.3 (48.7)                | 13.6 (56.5)               | 17.0 (62.6)               | 19.2 (66.6)               | 18.4 (65.1)               | 15.6 (60.1)               | 10.5 (50.9)               | 4.9 (40.8)                | 1.1 (34.0)                | 9.7 (49.5)                |
| متوسط درجة الحرارة الصغرى °م (°ف)                  | −4.0 (24.8)               | −2.5 (27.5)               | 0.5 (32.9)                | 4.2 (39.6)                | 8.2 (46.8)                | 11.4 (52.5)               | 13.4 (56.1)               | 12.8 (55.0)               | 10.4 (50.7)               | 5.9 (42.6)                | 1.2 (34.2)                | −2.5 (27.5)               | 4.9 (40.8)                |
| الهطول مم (إنش)                                    | 51 (2.0)                  | 60 (2.4)                  | 56 (2.2)                  | 64 (2.5)                  | 81 (3.2)                  | 81 (3.2)                  | 64 (2.5)                  | 82 (3.2)                  | 68 (2.7)                  | 65 (2.6)                  | 75 (3.0)                  | 58 (2.3)                  | 805 (31.8)                |
| المصدر: https://it.climate-data.org/location/3041/ |                           |                           |                           |                           |                           |                           |                           |                           |                           |                           |                           |                           |                           |

## المدن الشقيقة
لمدينة أغشت علاقة توأمة مع:
- ألبيرفيل، سافوا، أوفرن-رون ألب، فرنسا[9]
- أربونة، أود، أوسيتاني، فرنسا[9]
- شاموني، سافوا العليا، أوفرن-رون ألب، فرنسا[9]
- كاولاك، السنغال[9]
- سان جيورجي مورغيتو، ريدجو كالابريا، كالابريا، إيطاليا[9]
- سينايا، رومانيا[9]
- مارتيني، فاليز، سويسرا[9]

## مزيد من القراءة
- Lin Colliard, La vieille Aoste, éd. Musumeci, Aoste, 1972.
- Aimé Chenal, Promenade archéologique de la ville d'Aoste, ITLA, Aoste, 1965.
- Mauro Caniggia Nicolotti & Luca Poggianti, Aoste inconnue : traces cachées, oubliées ou invisibles de la vieille ville, typog. La Vallée, Aoste, 2010.
- Carlo Promis, Le antichità di Aosta, (Turin, 1862);
- Édouard Bérard, Atti della Società di Archeologia di Torino, iii. 119 seq.; Notizie degli Scavi, passim.

## وصلات خارجية
- متحف مدينة أغشت الافتراضي (بالإنجليزية)
- صور ومخطط «أوغوستا بريتوريا» - الإدارة المحلية لمنطقة وادي أغشت. (بالإيطالية)